# Saint-Julien-le-Petit
Saint-Julien-le-Petit este o comună în departamentul Haute-Vienne din centrul Franței. În 2009 avea o populație de 301 de locuitori.

## Evoluția populației
| An        | 1975 | 1982 | 1990 | 1999 | 2006 | 2009 |
| --------- | ---- | ---- | ---- | ---- | ---- | ---- |
| Populație | 393  | 338  | 289  | 276  | 307  | 301  |